# 下村健
下村 健（しもむら たけし、1930年8月20日 - 2006年4月29日）は、日本の厚生官僚。社会保険庁長官。愛称は「シモケン」。

## 来歴
1930年広島県出身、第一高等学校を経て1956年に東京大学文学部を卒業後に厚生省入省。同期に森幸男（環境事務次官）。主に医療保険畑を歩み、大臣官房総務課長や官房審議官、保険局長などを歴任し、1988年6月から1989年6月まで社会保険庁長官を務めた。退官後は船員保険会会長を経て1994年から健康保険組合連合会副会長を務めた。
2004年4月14日、日歯連事件で中央社会保険医療協議会の支払い側委員の下村が、かかりつけ初診料算定基準緩和の謝礼200万円を日本歯科医師会から受け取った収賄容疑で逮捕され同月20日に健康保険組合連合会副会長を解任、同年5月4日起訴、同月10日に最初の案件の謝礼と次回の基準改定要望のため400万円を受け取ったことでも再逮捕、同月31日に起訴、同年8月27日の初公判で起訴事実を認め同年12月2日、懲役2年6月執行猶予5年、追徴金約629万円の有罪判決を受ける。
2002年秋の叙勲で勲二等瑞宝章を受章しているが、2005年6月24日返上。
2006年4月19日死去、75歳。

## 年譜
- 1956年 - 東京大学文学部卒業後、厚生省に入省
- 1973年7月27日 - 保険局国民健康保険課長。
- 1975年7月8日 - 保険局保険課長。
- 1979年7月6日 - 大臣官房総務課長。
- 1981年8月26日 - 大臣官房審議官（医療保険担当）。
- 1984年8月28日 - 大臣官房長。
- 1986年6月13日 - 保険局長。
- 1988年6月7日 - 社会保険庁長官
- 1989年6月27日 - 退官
- 2006年4月29日 - 死去